# Samsung Galaxy A71
O Samsung Galaxy A71 é um smartphone Android desenvolvido e fabricado pela Samsung Electronics. Faz parte da série Galaxy A, voltada para o mercado intermediário. A empresa divulgou este telefone em dezembro de 2019 e o lançou em janeiro de 2020.

## Especificações

### Software
O aparelho sai de fábrica com sistema operacional móvel Android 10 sob a interface One UI 2, da Samsung.